# Schomberger (Mondkrater)
Schomberger ist ein Einschlagkrater im äußersten Süden der Mondvorderseite, südlich des Kraters Manzinus und südwestlich von Boguslawsky.
Der Kraterrand ist mäßig erodiert, das Innere weist konzentrische Strukturen und einen Zentralberg auf.
Schomberger hat zwölf Nebenkrater.
| Buchstabe | Position           | Durchmesser | Link |
| --------- | ------------------ | ----------- | ---- |
| A         | 78,61° S, 23,35° O | 29 km       |      |
| C         | 77,18° S, 14,99° O | 39 km       |      |
| D         | 73,39° S, 24,13° O | 23 km       |      |
| F         | 79,99° S, 19,82° O | 10 km       |      |
| G         | 77,01° S, 7,31° O  | 18 km       |      |
| H         | 77,27° S, 3,53° O  | 16 km       |      |
| J         | 78,99° S, 19,26° O | 7 km        |      |
| K         | 79,28° S, 13,4° O  | 9 km        |      |
| L         | 80,68° S, 17,21° O | 16 km       |      |
| X         | 75,13° S, 34,4° O  | 9 km        |      |
| Y         | 74,45° S, 28,47° O | 19 km       |      |
| Z         | 73,58° S, 27,14° O | 6 km        |      |

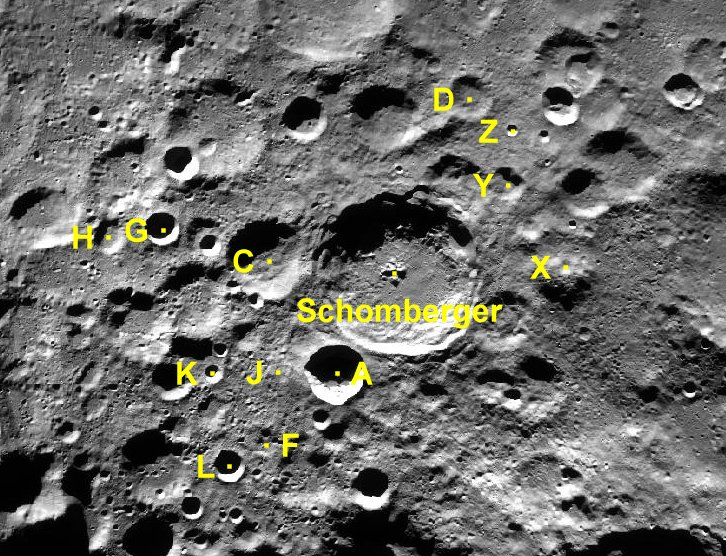
Schomberger und seine Nebenkrater

Der Krater wurde 1935 von der IAU nach dem deutschen Jesuiten und Mathematiker Georg Schönberger offiziell benannt.